# Константин Трофимович
Константин Константинович Трофимович (рус. Константин Константинович Трофимович, укр. Костянтин Костянтинович Трофимович; Пинск, 1. април 1923 — Лавов, 29. март 1993) био је совјетски, украјински слависта, сорабиста. Доктор филолошких наука, професор Лавовског универзитета. Аутор „Горњолужичкосрпско-руског речника” (1974).

## Биографија
Рођен је у Пинску Полеског војводства Пољске (данас Белорусија). Отац му је био инжењер-геодет. Од 1930. године породица Трофимович је живела у граду Сарни код Ровноа. Овде је учио гимназију. Од детињства знао је пољски. Током школских година научио је латински језик, течно говорио белоруски, немачки, а касније је на универзитету студирао старословенски, чешки, лужичкосрпски и бугарски. Белорус по рођењу, сматрао је руски и украјински својим матерњим језицима. Током немачке окупације живео је у Ровноу. Године 1943. отац је стрељан од Гестапоа. Мајка је била озбиљно болесна. Константин је морао да иде на посао: запослио се у прашко предузеће у Ровноу, где је упознао Чехе и чешки језик. После ослобођења Ровноа је отишао у војску, служио као војник. Рањени је био у болници, након чега је отишао у 2. Белоруски фронт. Дошао је до Франкфурта на Одри. Године 1946. је демобилисан.
Године 1947. уписао је одсек за славистику Филолошког факултета Лавовског универзитета. Међу његовим учитељима били су познати професори-слависти: И. Ковалик, Е. Кратевич, М. Онишкевич, М. Пархоменко, Н. Пушкар, И. Свенцицки, Г. Шило. Године 1961. одбранио је кандидатску дисертацију на тему „Сложене речи у чешком језику предбелогорског периода”. Као доцент катедре словенских језика почео је озбиљно учити лужичкосрпске језике. Године 1978. у Минску одбранио је докторску дисертацију на тему „Формирање и развитак горњолужичкосрпског књижевного језика”. Године 1981. добио је звање професора. На универзитету је предавао старословенски језик, упоредну граматику словенских језика. Декан Филолошког факултета (1979—1986), шеф катедре словенске филологије Лавовског универзитета (1968—1990).
Члан Научного савета Института лингвистике „А. А. Потебња” НАНУ, члан Комитета слависта Украјине. Добио је награду Ћишинског (1986) и књижевну награду „Домовина”. Члан Матице лужичкосрпске.

## Публикације
Трофимович је аутор више од 170 научних радова. Многа дела су посвећена сорабистическим студијама, укључујући историју лужичкосрпских језика, лексикографске радове, као и студије из области културе, књижевности и историје Лужичких Срба: „Српски језик” (1964), „Есеји о историји лужичкосрпског језика” (1970), „Национални покрет Лужичких Срба и формирање горњолужичкосрпског језика 30—70-тих година XIX в.” (1975), „Из историје кодификације норме горњолужичкосрпског књижевног језика” (1979), „Дијалектика развоја књижевног језика и уметничке културе (на лужичкосрпском материјалу)” (1982). Аутор речника: „Горњолужичкосрпско-руски речник” (1974) и „Украјинско-горњолужичкосрпски речник” (1994). Монографије: „Есеји о историји лужичкосрпске књижевности” (1970), „Лужичкосрпска књижевност” (1987), „Лужичкосрпска култура” (1991). Уџбеници о упоредној граматици словенских језика, о старословенском и лужичкосрпском језику.